# Куранилауэ
Куранилауэ (исп. Curanilahue) — город в Чили. Административный центр одноимённой коммуны. Население — 30 126 человек (2002).   Город и коммуна входит в состав провинции Арауко и области Био-Био.
Территория коммуны — 994,3 км². Численность населения — 31 476 жителей (2007). Плотность населения — 31,66 чел./км².

## Расположение
Город  расположен в 77 км южнее административного центра области — города Консепсьон и в 31 км северо-восточнее административного центра провинции — города Лебу.
Коммуна граничит:
- на севере — с коммуной Арауко
- на северо-востоке — с коммуной Санта-Хуана
- на востоке — с коммуной Насимьенто
- на юге — с коммуной Лос-Аламос
- на западе — с коммуной Лебу

## Демография
Согласно сведениям, собранным в ходе переписи Национальным институтом статистики,  население коммуны составляет 31 476 человек, из которых 15 766 мужчин и 15 710 женщин.
Население коммуны составляет 1,59 % от общей численности населения области Био-Био. 5,47 %  относится к сельскому населению и 94,53 % — городское население.